# جرنی
جِرنی (به انگلیسی: Journey) یک گروه راک آمریکایی است که در سال ۱۹۷۳ توسط اعضای سابق گروه‌های سانتانا، استیو میلر بند و Frumious Bandersnatch در سانفرانسیسکو تشکیل شد.
جرنی بزرگ‌ترین موفقیت تجاری خود را بین سالهای ۱۹۷۸ و ۱۹۸۷ به دست آورد، زمانی که استیو پری خواننده اصلی بود. آنها مجموعه‌ای از آهنگ‌های موفق را منتشر کردند، از جمله ترانه «Don't Stop Believin سال ۱۹۸۱» که در سال ۲۰۰۹ در میان آهنگ‌هایی که در قرن بیست و یکم منتشر نشده بودند، به پرفروش‌ترین آهنگ در تاریخ iTunes تبدیل شد. آلبوم «Escape»، هفتمین و موفق‌ترین آلبوم جرنی، به رتبه یک بیلبورد ۲۰۰ رسید که شامل یکی دیگر از محبوب‌ترین تک آهنگ‌های آن‌ها، به نام «Open Arms» بود. آلبوم بعدی در سال ۱۹۸۳، تحت عنوان «Frontiers» که تقریباً به همان اندازه در ایالات متحده موفق بود به رتبه دوم رسید و چندین تک آهنگ موفق را نیز عرضه کرد. این موفقیت‌ها جذابیت گروه را در بریتانیا تا جایی گسترش داد که در جدول آلبوم‌های بریتانیا به رتبه ششم رسیدند.

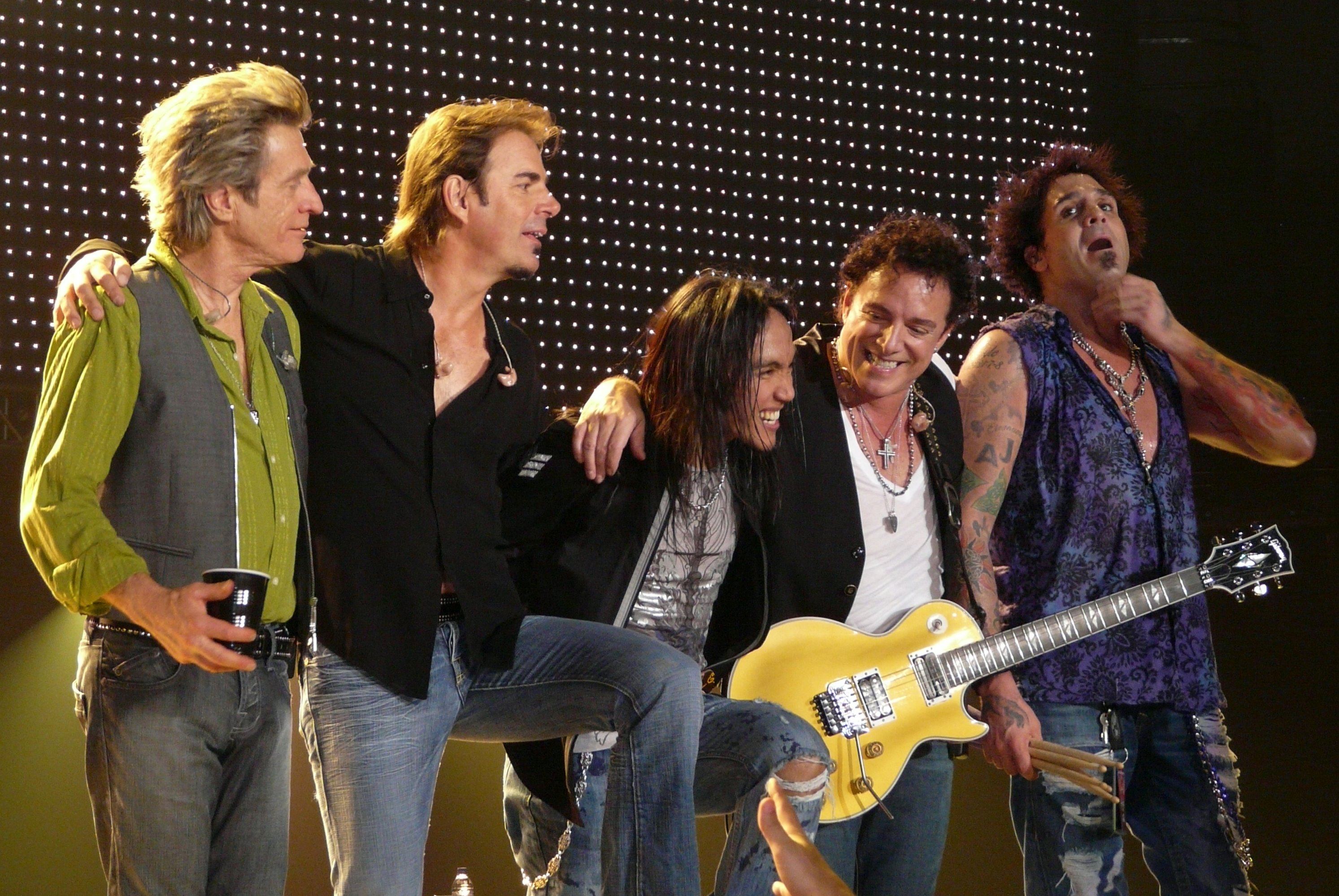
جرنی در سال ۲۰۰۸

## در فرهنگ عامه
در ۸ مارس ۲۰۱۳، مستندی تحت عنوان Don't Stop Beievin': Everyman's Journey منتشر شد. این فیلم به کارگردانی رامونا اس دیاز(Ramona S. Diaz)، شرح وقایع ترتیبی آرنل پیندا و اولین سال حضور او در جرنی است.
در طول همه‌گیری کووید-۱۹ ترانه «Don't Stop Believin» به عنوان سرودی برای بیمارانی که پس از شکست دادن ویروس از بیمارستان «Presbyterian Queens» واقع در نیویورک و مرکز مراقبت سلامت هنری فورد (Henry Ford Health System)مرخص می‌شدند، استفاده شد. در ۲۱ اوت ۲۰۲۱، جرنی این آهنگ را به صورت زنده در کنسرتی در نیویورک اجرا کرد، که قرار بود خروج شهر از این همه‌گیری را جشن بگیرند.

## دیسکوگرافی

### آلبوم‌های استودیویی
- Journey (1975)
- Look into the Future (1976)
- Next (1977)
- Infinity (1978)
- Evolution (1979)
- Departure (1980)
- Dream, After Dream (1980)
- Escape (1981)
- Frontiers (1983)
- Raised on Radio (1986)
- Trial by Fire (1996)
- Arrival (2001)
- Generations (2005)
- Revelation (2008)
- Eclipse (2011)
- Freedom (2022)